# 寺尾新
寺尾 新（てらお しん、1970年12月24日 - ）は、日本のキックボクサーで、元プロボクサー、プロレスラーである。東京都八王子市出身。ボクシング元日本フライ級2位、キックボクシングUKF東洋フェザー級初代王者。プロボクシングKSD杯フライ級優勝。

## 来歴
21歳で伊原ジムに入門しキックボクサーとしてデビュー。8戦経験し日本キックボクシング連盟ランキング入りを果たした。
1995年、開設されたばかり八王子中屋ジムに入門しボクシングに転向。同ジム第1号プロとして9月22日のデビュー戦を勝利で飾る。しかし2戦目はKO負け。
1998年5月18日、当時OPBF東洋太平洋フライ級王者でWBA5位・WBC7位にランクされていたマニー・パッキャオと後楽園ホールでノンタイトルを戦い、3度のダウンを奪われ1R2分59秒でKO負けを喫した。なお、この対戦は現在、パッキャオが日本で行った唯一の試合となっており、パッキャオと対戦した日本人は寺尾が唯一である（日本出身に広げた場合、在日コリアンの千里馬哲虎がフィリピンで対戦している）。
1999年7月3日、指名挑戦者としてセレス小林が持つ日本同級王座に挑戦。しかし9RでTKO負けを喫しこの試合を最後にボクシングを引退。通算16戦10勝（1KO）5敗1分。

### ボクシング引退後
その後プロレスに転向し、インディ団体に所属して活動する一方、総合格闘技にも参戦する。
2005年頃、横浜アリーナジムでキックに復帰。
2006年9月23日、羽田真宏（白龍ジム会長）と変則ミクストルールマッチを戦った。
2007年9月2日、UKFジャパンの初代UKF東洋フェザー級王座を獲得。

## 戦績

### プロボクシング
- 戦績 16戦10勝(1KO)5敗1分

| 戦           | 日付           | 勝敗 | 時間 | 内容    | 対戦相手                       | 国籍       | 備考                       |
| ------------ | -------------- | ---- | ---- | ------- | ------------------------------ | ---------- | -------------------------- |
| 1            | 1995年09月22日 | ☆    | 4R   | 判定3-0 | 鈴木光一（青木）               | 日本       |                            |
| 2            | 1996年01月26日 | ★    | 2R   | KO      | 佐藤幹一郎（新日本木村）       | 日本       |                            |
| 3            | 1996年05月13日 | ☆    | 4R   | 判定    | 五嶋雅浩（レイS）              | 日本       |                            |
| 4            | 1996年07月02日 | ☆    | 4R   | 判定    | 松浦広平（国際）               | 日本       |                            |
| 5            | 1996年08月26日 | ☆    | 4R   | 判定    | 柳直大（オークラ）             | 日本       |                            |
| 6            | 1996年09月27日 | ☆    | 4R   | TKO     | 今村政治（白井・具志堅S）      | 日本       |                            |
| 7            | 1996年10月29日 | ★    | 1R   | KO      | 藤原聖文（ライオンズ）         | 日本       |                            |
| 8            | 1997年06月02日 | ☆    | 5R   | 判定    | 佐藤貴春（コーエイ工業小田原） | 日本       |                            |
| 9            | 1997年07月11日 | ☆    | 5R   | 判定    | 五嶋一登（レイS）              | 日本       |                            |
| 10           | 1997年08月29日 | ☆    | 5R   | 判定    | 村松秀行（協栄）               | 日本       |                            |
| 11           | 1997年10月24日 | ☆    | 6R   | 判定3-0 | 長山俊一（石川）               | 日本       |                            |
| 12           | 1998年01月04日 | ☆    | 8R   | 判定2-0 | 岡五男（ワタナベ）             | 日本       |                            |
| 13           | 1998年03月11日 | △    | 8R   | 判定1-1 | 柳光和博（ワタナベ）           | 日本       |                            |
| 14           | 1998年05月18日 | ★    | 1R   | KO      | マニー・パッキャオ             | フィリピン |                            |
| 15           | 1998年11月26日 | ★    | 6R   | TKO     | リキッチャイ・キットプラバット | タイ       |                            |
| 16           | 1999年07月03日 | ★    | 9R   | TKO     | セレス小林（国際）             | 日本       | 日本フライ級タイトルマッチ |
| テンプレート |                |      |      |         |                                |            |                            |